# آنخلینس فرناندس
آنخلینس فرناندس (اسپانیایی: Angelines Fernández‎؛ ‏ ۹ ژوئیهٔ ۱۹۲۲ – ۲۵ مارس ۱۹۹۴) بازیگر اسپانیایی‌تبار اهل مکزیک بود. او یک پناهجوی ضد فرانکو بود که از سال ۱۹۴۷ تا پایان عمرش در مکزیک (و همچنین مدت کوتاهی در کوبا) ماند.
از فیلم‌ها یا مجموعه‌های تلویزیونی که وی در آن‌ها نقش داشته‌است می‌توان به «کشیش خوب» و ال چاوو دل اوچو اشاره کرد.